# Sinoutskerke en Baarsdorp
Sinoutskerke en Baarsdorp is een voormalige gemeente in Zeeland. Zij werd in 1795 ingesteld in de beginperiode van de Bataafse Republiek ter vervanging van de heerlijkheden Sinoutskerke en Baarsdorp als bestuursorgaan. Deze gemeente kende in Sinoutskerke en Baarsdorp twee kernen. 
Op 1 januari 1816 ging de gemeente op in gemeente 's-Heer Abtskerke, die op haar beurt in 1970 opging in gemeente Borsele.
Het gemeentewapen is afgeleid van de heerlijkheid Baarsdorp. Dit wapen is, na opheffing van de gemeente, in 1817 voor die gemeente bevestigd door de Hoge Raad van Adel.